# رحيملو
رحيملو (بالفارسية: رحیملو) هي مستوطنة تقع في قسم اجارود الغربي الريفي في إيران. يقدر عدد سكانها بـ 108 نسمة .